# Подвелл, Кэти
Кэти Подвелл (англ. Cathy Podewell; род. 26 января 1964, Эванстон, Иллинойс) — американская актриса, наиболее известная по роли Кэлли Харпер Юинг в телесериале «Даллас».

## Жизнь и карьера
Кэтрин Энн Подвелл родилась в Эванстон, штат Иллинойс, а училась в Университете Калифорнии и одновременно появлялась на театральной сцене.
Подвелл добилась наибольшего успеха благодаря роли Кэлли Харпер Юинг в телесериале «Даллас», где снималась с 1988 по 1991 год, вплоть до финала шоу. Она также снялась в фильме «Ночь демонов» в 1988 году и появилась в сериалах «Она написала убийство», «Беверли-Хиллз, 90210» и «Крутой Уокер: правосудие по-техасски». Подвелл ушла с экранов в середине девяностых чтобы сконцентрироваться на воспитании своих двух детей. В 2013 году она кратко вернулась к своей роли Кэлли Харпер Юинг в эпизоде J.R.'s Masterpiece обновленной версии телесериала «Даллас».

## Фильмография
- Valerie (1 эпизод, 1988)
- Growing Pains (2 эпизода, 1988)
- Ночь демонов (1988)
- Beverly Hills Brats (1989)
- Даллас (71 эпизод, 1988—1991) — Кэлли Харпер Юинг
- Paradise (1 эпизод, 1991)
- Earth Angel (1991)
- Она написала убийство (1 эпизод, 1991)
- Беверли-Хиллз, 90210 (1 эпизод, 1993)
- Крутой Уокер: правосудие по-техасски (1 эпизод, 1995)
- Даллас (1 эпизод, 2013)